# Steinsdorf
Steinsdorf é uma vila e antigo município da Alemanha localizado no distrito de Greiz, estado da Turíngia.  Pertencia ao Verwaltungsgemeinschaft de Leubatal. Desde 31 de dezembro de 2013, faz parte do município de Weida.